# Harmonia artificioso-ariosa
Les Harmonia artificioso-ariosa (« Harmonie lyrique raffinée en divers mode d'accord ») sont un recueil de sept « partitas » pour instruments à cordes  et continuo, et la dernière œuvre composée et publiée par Heinrich Biber, qui dédie l'œuvre à sa fille, Rosa Henrica, qui venait de prendre le voile au couvent bénédictin de Nonnberg. Le cycle porte les numéros C 62 à C 68 dans le catalogue de ses œuvres établi par le musicologue américain Eric Thomas Chafe.

## Structure
Harmonia artificioso-ariosa est un recueil de sept sonates en trio, chacune comportant un prélude et une suite de danses. Biber, dans le sous-titre indique : […] Ariae (uti vocamus) sunt, sed artificiosae, ut sic miscerem utile cum dulci (« Ce sont des Arie (comme on les nomme), mais [faites] avec artifice afin de mêler l'utile et l'agréable. »)
La septième Partia est destinée à deux violes d'amour, qui ont pour caractéristique leurs sept cordes sympathiques, parallèles aux six cordes frottées.
1. Partia I (en ré mineur)
  - Sonata — Adagio, Presto, Adagio
  - Allamande —
  - Gigue — Variatio I & II, Presto
  - Aria —
  - Sarabande — Variatio I & II
  - Finale
2. Partia II (en si mineur)
  - Praeludium —
  - Allamande — Variatio
  - Balletto — Allegro
  - Aria — Presto
  - Gigue — Presto
3. Partia III (en la majeur)
  - Præludium — Allegro
  - Allamande
  - Amener — Presto
  - Balletto —
  - Gigue —
  - Ciacona — Canon in unisono
4. Partia IV (en mi bémol majeur)
  - Sonata — Adagio, Allegro, Adagio
  - Allamande —
  - Trezza — Presto
  - Aria
  - Canario
  - Gigue — Presto
  - Pollicinello — Presto
5. Partia V (en sol mineur)
  - Intrada — Alla breve
  - Aria — Adagio
  - Balletto — Presto
  - Gigue
  - Passacaglia
6. Partia VI  (en ré majeur)
  - Praeludium — Adagio, Allegro
  - Aria — suivi de treize variations (Variatio I à XIII)
  - Finale — Adagio, Allegro
7. Partia VII (en ut mineur)
  - Praeludium — Grave
  - Allamande —
  - Sarabande —
  - Gigue — Presto
  - Aria —
  - Trezza —
  - Arietta variata —

## Présentation

### Instrumentation
L'œuvre, composée pour instruments à cordes et basse continue, présente un ensemble différent du quatuor à cordes moderne, qui n'est pas encore fixé dans les années 1690 : on trouve deux violons principaux, notés en clef de sol. La Partia VII remplace les violons par deux violes d'amour, notées à la fois sur une clef d'ut théoriquement 3e et une clef de fa, sur des portées à neuf lignes. La basse continue est traditionnellement confiée à des violes, violes de gambe et clavecin.

### Scordatura
La principale caractéristique des Harmonia artificioso-ariosa, dont le sous-titre indique Diversi mode accordata (soit « divers modes pour accorder » l'instrument), est la scordatura imposée aux deux violons, puis aux deux violes d'amour. Les accords des cordes à vide, toujours différents, sont les suivants :

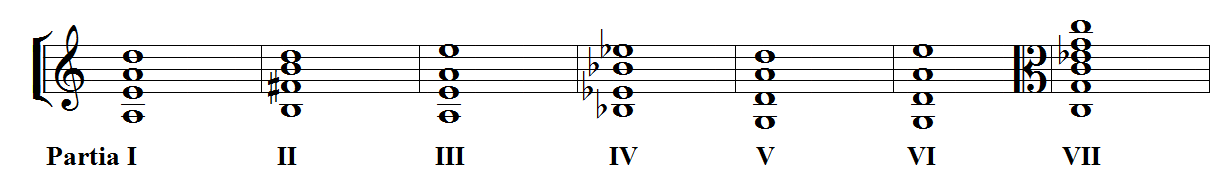
Scordatura des instruments pour les sept Partias.

On notera que seule la Partia VI ne modifie pas l'accord traditionnel du violon par quintes successives (sol, ré, la, mi).

## Analyse
En 1977, le musicologue Antoine Goléa rappelle les objectifs de la sonate pour violon dans la musique baroque : 

« Qu'on ne s'y trompe pas : même dans les tentatives, parfois géniales, faites pour hisser le violon au rang d'instrument polyphonique, comme dans la musique allemande pour violon de Biber à Bach, c'est la mélodie qui occupe le premier rang. Le jeu polyphonique de l'instrument soliste n'est qu'une immense ornementation sonore de l'expression mélodique, qui reste l'essentiel. »

### Édition moderne
- (de) Paul Nettl et Friedrich Reidinger, sous la direction d'Erich Schenk, Harmonia artificioso-ariosa, Graz-Vienne, Akademische Druck-u. Verlagsanstalt, coll. « Denkmäler der Tonkunst in Österreich » (no 92), 1956, 107 p.

### Ouvrages généraux
- Antoine Goléa, La musique, de la nuit des temps aux aurores nouvelles, Paris, Alphonse Leduc et Cie, 1977, 954 p. (ISBN 2-85689-001-6).

## Discographie
- Tafelmusik, dir. Jeanne Lamon (19-24 novembre 1993, Sony Classical SK 58 920) (OCLC 32835286)
- Rare Fruits Council, dir. Manfred Kraemer (1998, Astrée / Naïve) (OCLC 54382734)
- Musica Antiqua Köln, dir. Reinhard Goebel (8 et 10 novembre 2003, Archiv)[2] (OCLC 55693558)
- Ensemble Rebel : Jörg-Michael Schwarz, violon ; Karen Marie Marmer, violon et alto ; John Moran, violoncelle, basse de violon ; Dongsok Shin, orgue (17-20 février 2004, Bridge Records 9213) (OCLC 705325396)
- La Tempesta, dir. Patrick Bismuth (25-28 janvier 2015, 2CD NoMadMusic NMM024) (BNF 44424165)